# Opalia spongiosa
Opalia spongiosa är en snäckart som först beskrevs av Carpenter 1866.  Opalia spongiosa ingår i släktet Opalia och familjen vindeltrappsnäckor. Inga underarter finns listade i Catalogue of Life.